# خاثينتو بلاس تريبينيو
الجنرال خاثينتو بلاس تريبينيو جونثاليث (بالإسبانية: Jacinto Blas Treviño González)‏ عسكري مكسيكي، وُلد في مدينة مكسيكو في 11 سبتمبر عام 1883. شارك في الثورة المكسيكية. وتُوفي في مدينة مكسيكو في 5 نوفمبر 1971.